# Glessen
Glessen ist ein Dorf und der östlichste Stadtteil der Kreisstadt Bergheim im Rhein-Erft-Kreis, Nordrhein-Westfalen.

## Lage
Glessen liegt unterhalb der Glessener Höhe am Ostabhang der Ville am Rande des Naturpark Rheinland und nordwestlich von Köln. Oberhalb des Ortes entspringt beim Gut Neuhof der Pulheimer Bach, hier noch Glessener Bach genannt, der in Glessen früher zwei Wassermühlen antrieb. Im Ort treffen sich die Landstraßen 91 und 213.

## Geschichte

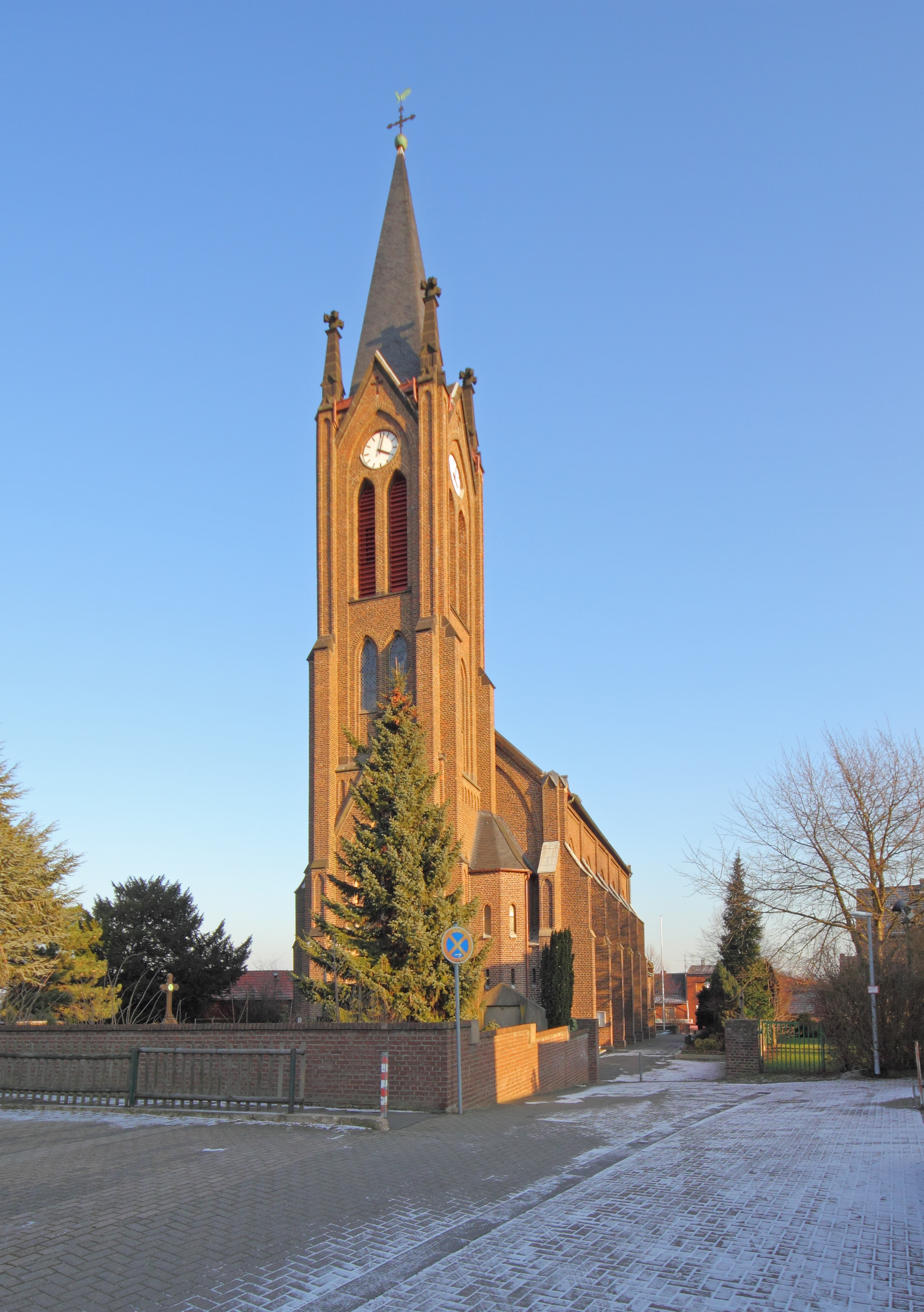
Die St.-Pankratius-Kirche in Glessen

Glessen wird 1028 erstmals erwähnt, als Pfalzgraf Ezzo Besitzungen der Abtei Brauweiler schenkte. Die Urkunde ist vermutlich eine Fälschung, aber 1099 erscheint Glessen im Rentenverzeichnis des Armenhauses der Abtei. 1120 wird eine Kapelle in Glessen genannt, die der Mutterkirche im heutigen Pulheimer Stadtteil Sinthern unterstand. Im Jahr 1200 wurde sie von der Abtei Brauweiler inkorporiert und später im Jahr 1801 zur selbstständigen Pfarrei erhoben.
Die Pfarrkirche St. Pankratius stammt aus dem Jahre 1865, die Glessener Windmühle ebenfalls aus dem 19. Jh. Der Wasserturm wurde zwischen 1934 und 1935 erbaut.
Durch das Köln-Gesetz kam Glessen am 1. Januar 1975 zur Stadt Bergheim.

## Bildung
Glessen verfügt über vier Kindergärten und eine katholische Grundschule, die Rochusschule.

## Sehenswürdigkeiten

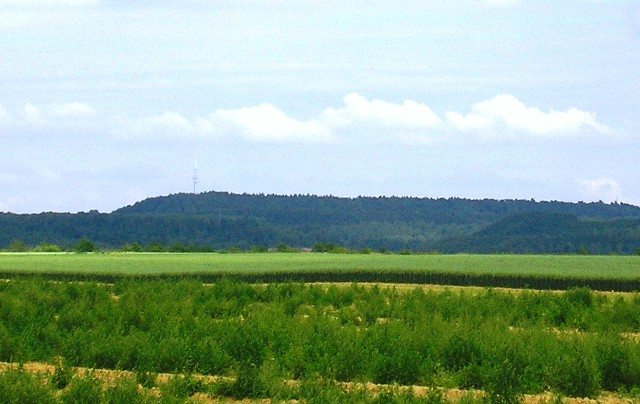
Glessener Höhe

Die nahegelegene Glessener Höhe ist mit über 200 m der höchste Punkt des Rhein-Erft-Kreises. Sie ist eine Abraumhalde des Rheinischen Braunkohlereviers.

## Verkehr
Die VRS-Buslinien 961 und 962 der Rhein-Erft-Verkehrsgesellschaft verbinden Glessen mit Bergheim, Köln-Bocklemünd, Köln-Weiden und Frechen-Königsdorf. Zusätzlich verkehren einzelne Fahrten der auf die Schülerbeförderung ausgerichteten Linien 923 und 972.
| Linie | Verlauf |
| ----- | --- |
| 923   | Stadtverkehr Bergheim |
| 961   | Weiden West – Brauweiler – Abtei Brauweiler – Dansweiler – Glessen – Oberaußem – Niederaußem – Quadrath-Ichendorf – Kenten – Bergheim Bf (– Bergheim Kreishaus) |
| 962   | Bocklemünd (Stadtbahn) – Widdersdorf – Brauweiler – Abtei Brauweiler – Glessen – Dansweiler – Königsdorf Bf                                                     |
| 972   | Schülerverkehr: (Weiden West –) Abtei Brauweiler – Fliesteden – Glessen – Büsdorf – Niederaußem – Oberaußem – Quadrath-Ichendorf – Kenten – Bergheim Bf         |

## Persönlichkeiten
- Purple Schulz (* 1956), Popsänger[4]
- Martin Rütter (* 1970), Hundetrainer und Moderator